# Argyrogrammana crocea
Argyrogrammana crocea är en fjärilsart som beskrevs av Frederick DuCane Godman och Osbert Salvin 1878. Argyrogrammana crocea ingår i släktet Argyrogrammana och familjen Riodinidae. Inga underarter finns listade i Catalogue of Life.

## Bildgalleri

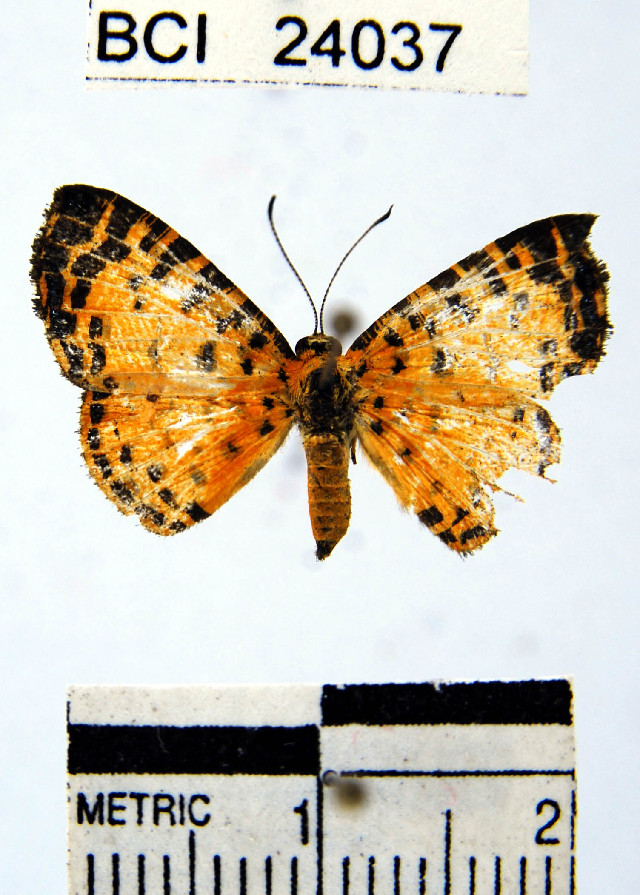